# Rachel Sennott
Rachel Sennott, född den 19 september 1995 i Simsbury i Connecticut, är en amerikansk skådespelare.
Sennott har bland annat medverkat i filmerna Susie Searches från 2022, Bottoms från 2023 och I Used to Be Funny samma år. Hon har även medverkat i TV-serien The Idol år 2023.

## Filmografi (i urval)
- 2022: Bodies Bodies Bodies
- 2022: Susie Searches
- 2023: Bottoms
- 2023: I Used to Be Funny
- 2023: The Idol
- 2024 – Saturday Night
- 2025 – Holland